# Viaduc de Roquemaure
Le viaduc de Roquemaure est un pont ferroviaire français franchissant le Rhône entre Orange et Roquemaure, respectivement dans le Vaucluse et le Gard. Long de 680 mètres, ce pont en poutre-caisson construit en béton précontraint, livré en 1999 et mis en service en 2001, porte la LGV Méditerranée.